# Friedrich-Ebert-Siedlung (Frankfurt)
Die Friedrich-Ebert-Siedlung ist eine Wohnsiedlung im Frankfurter Stadtteil Gallus, die als ein Projekt des Neuen Frankfurt zunächst Siedlung Tornow-Gelände bezeichnet wurde, ehe sie nach Reichspräsident Friedrich Ebert benannt wurde.

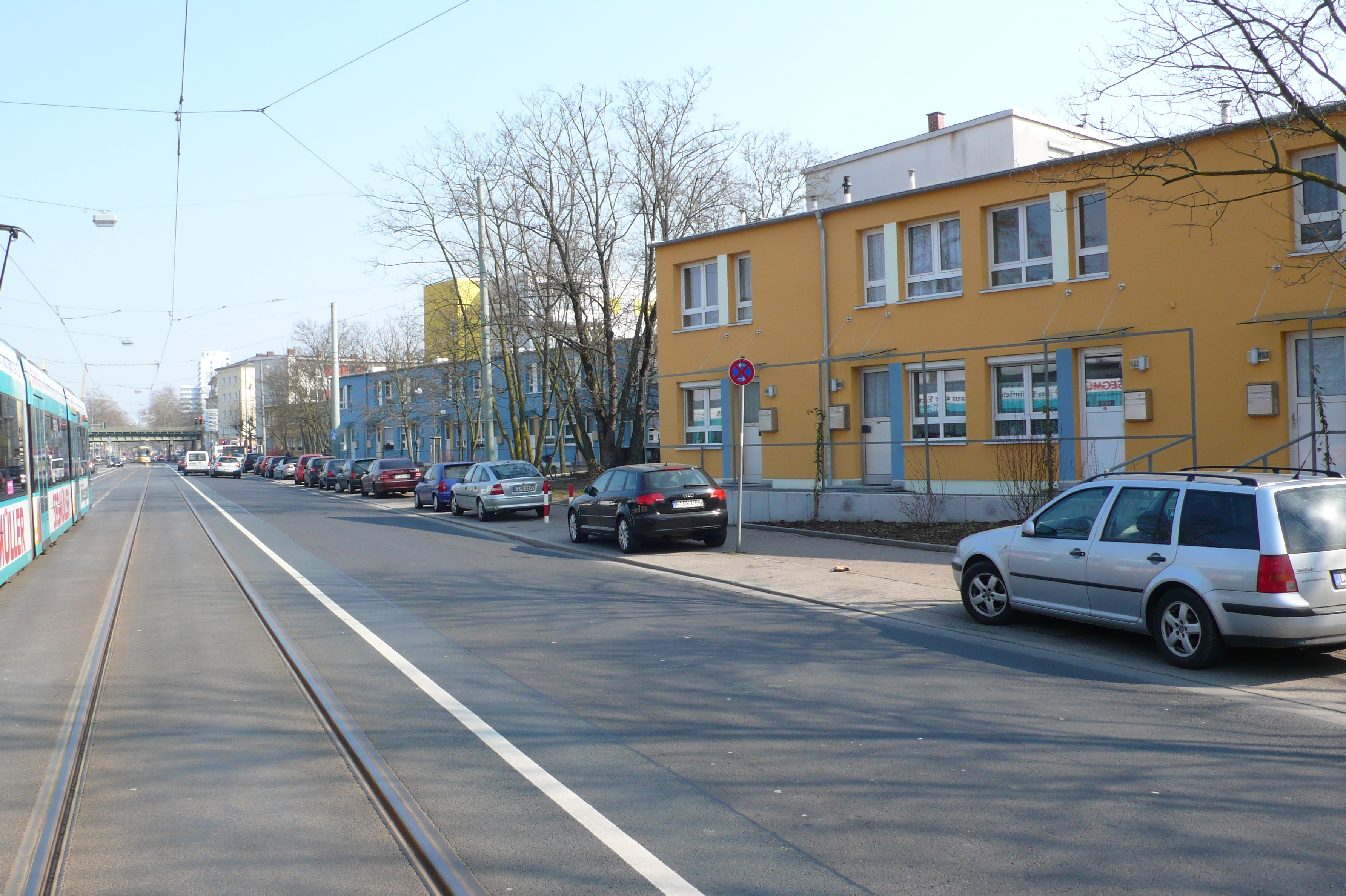
Reihenhäuser, Mainzer Landstraße

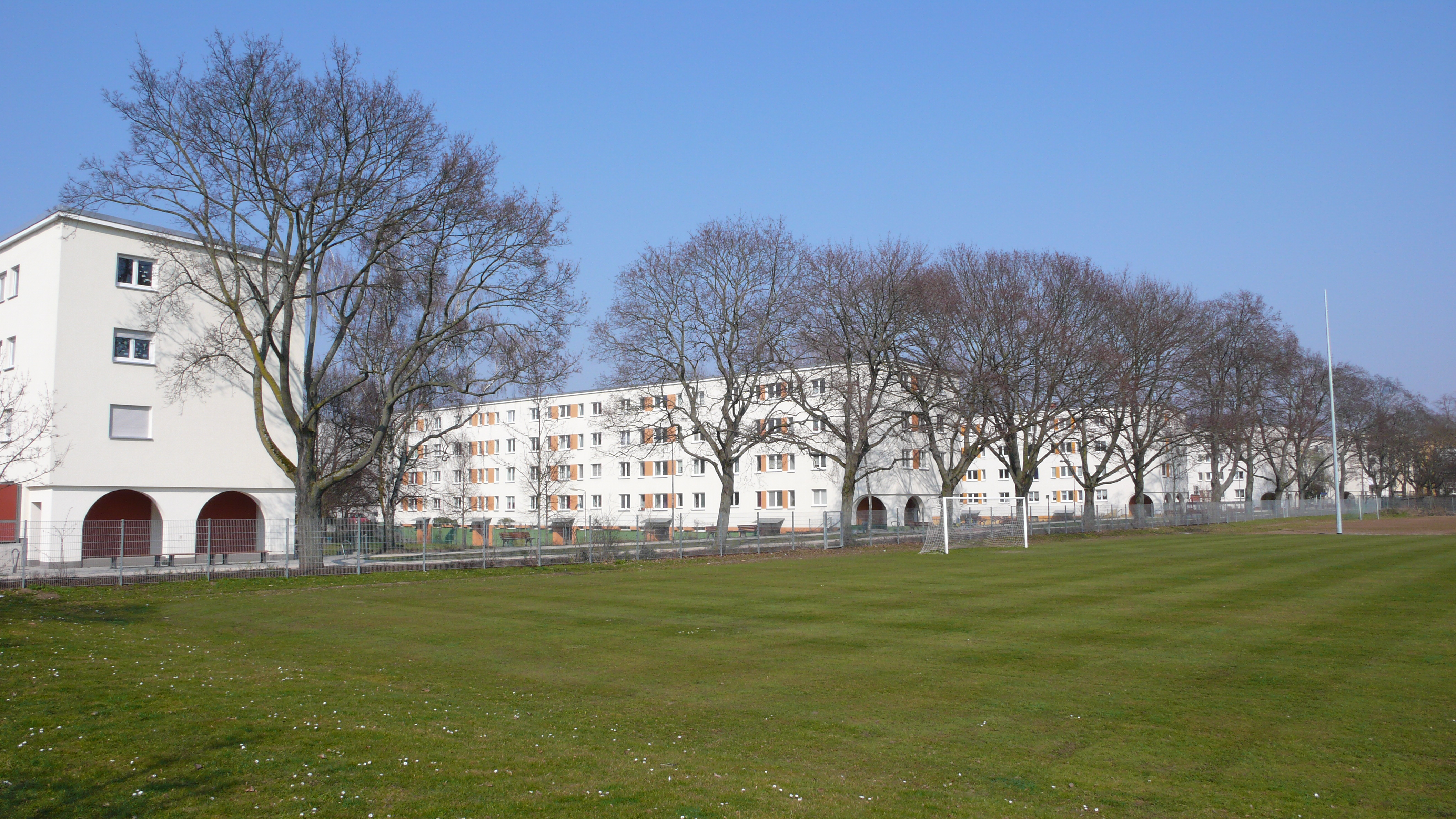
Ackermannwiese und Zeilenbauten

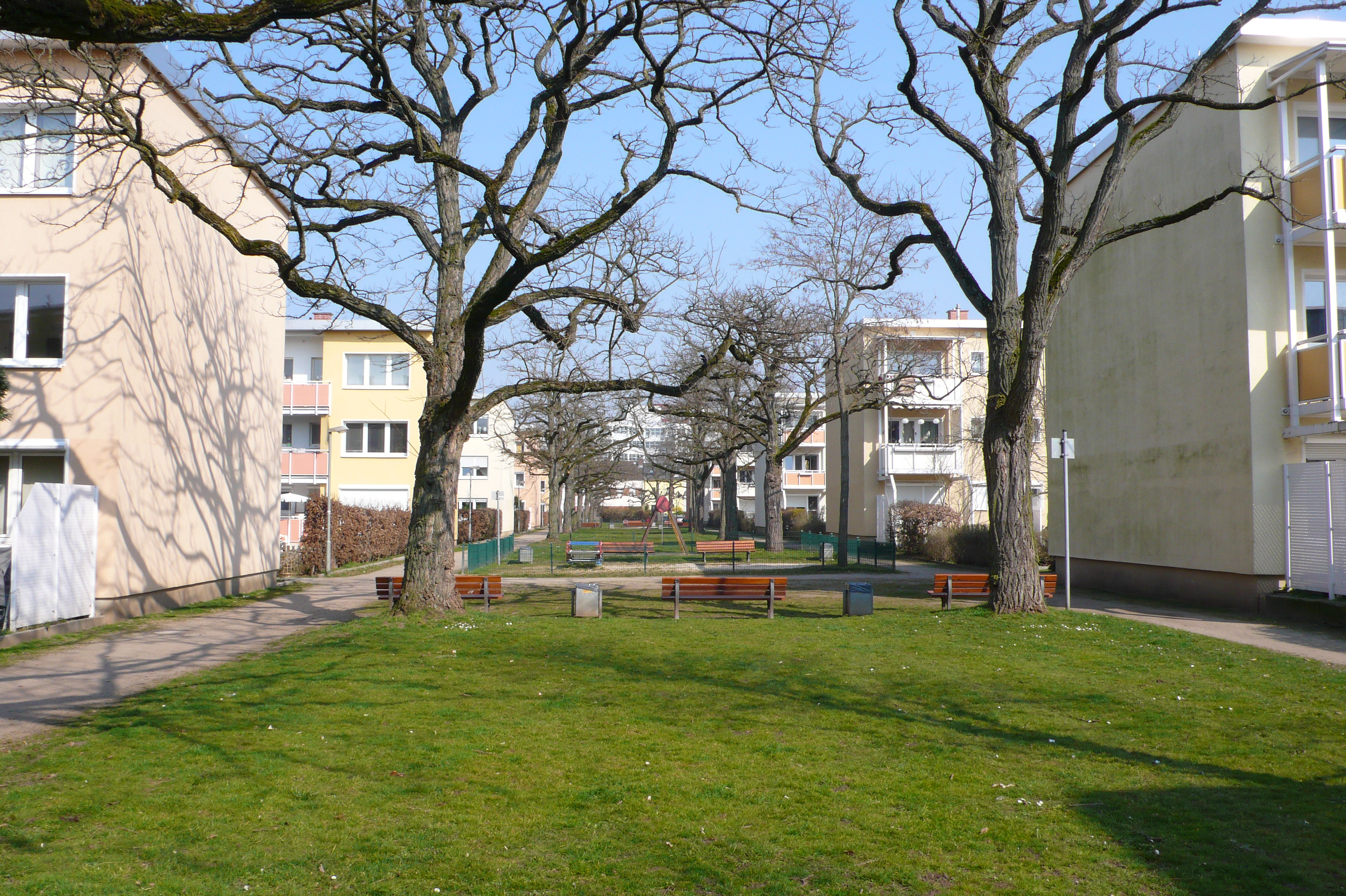
Nachkriegsbebauung und Grünzug

## Entstehung
Aufgrund der großen Nachfrage nach Wohnungen in den 1920er Jahren entwickelte Baustadtrat Ernst May das Stadtentwicklungs- und Wohnungsbau-Programm Neues Frankfurt, um durch die Herstellung von Siedlungen den Wohnungsbedarf zu decken. Bekannte Projekte waren unter anderem die Siedlung Römerstadt und die Siedlung Praunheim. Neben zahlreichen weiteren Gebieten wurde auch ein etwa 25 Hektar großer Bereich im westlichen Gallus am Rande des Griesheimer Exerzierplatzes im Flächenverteilungsplan für eine Wohnbebauung ausgewiesen.
Südlich der Mainzer Landstraße  wurde die Siedlung in der Zeit von 1925 bis 1939 von der Gartenstadt AG errichtet, die heute als ABG Frankfurt Holding firmiert. Die Siedlung entstand auf einer etwa 10 Hektar großen Fläche mit Mitteln des Sozialen Wohnungsbaus. Die Planung stammt von Ernst May selbst sowie den Architekten Walter Schwagenscheidt und Herbert Boehm. Mit Beginn des Zweiten Weltkriegs wurde der Siedlungsbau unterbrochen.
Am 17. Mai 1948 übergab Frankfurts Oberbürgermeister Walter Kolb 171 Wohnungen in der wiederaufgebauten Friedrich-Ebert-Siedlung. Dies war ein Tag vor der Eröffnungsfeier der wiederaufgebauten Paulskirche und sollte zeigen, dass auch die Beseitigung der Wohnungsnot als wichtig angesehen wurde.
Der etwa 15 Hektar große Bereich südlich der Tevesstraße entstand zwischen 1950 und 1956. In beiden Bauabschnitten zusammen leben etwa 3360 Bewohner (Stand 2008) in 2135 Wohnungen.
Im Umfeld befinden sich im Westen Kleingärten und die Bundesautobahn 5, im Süden Gewerbe- und Bahnflächen an der Kleyerstraße und im Osten die Taunus-Eisenbahn.

## Erschließung
Die Friedrich-Ebert-Siedlung ist über die Mainzer Landstraße an das überörtliche Straßennetz und über die dort verlaufende Straßenbahn an den Öffentlichen Personennahverkehr angebunden. Über die Ackermannstraße und die Sondershausen Straße erreicht man die internen Erschließungsstraßen Cordierstraße, Herxheimerstraße, Tevesstraße und Steuernagelstraße.

## Bebauung
Die Friedrich-Ebert-Siedlung wurde vorwiegend in Zeilenbauweise errichtet und folgt damit dem städtebaulichen Leitbild der Entstehungszeit. Es zielt auf einen rationalen Stadtgrundriss, gut belichtete Wohnungen und eine wirtschaftliche Bauerstellung. Die Siedlung besteht aus insgesamt 347 Gebäuden. Die Gebäudezeilen sind in Nord-Süd-Richtung quer zu den Erschließungsstraßen angeordnet und über Fußwege angebunden. Die Wohnungen sind nach Osten und Westen ausgerichtet. Lediglich an der Mainzer Landstraße wurde eine straßenbegleitende Bebauung aus Einfamilien-Reihenhäusern geschaffen. Sie haben zur Straße zwei und aufgrund des tieferen Geländes auf der Gartenseite drei Geschosse. Die Mehrfamilienhäuser sind meist vier- bis fünfgeschossig.
In der nördlichen Hälfte der Siedlung befinden sich die Sportplatzanlage Ackermannwiese sowie das historische Gebäude mit der Ackermannschule und der Bürgermeister-Grimm-Schule. Am westlichen Rand liegt die ehemals evangelische Versöhnungskirche, die seit der Veräußerung von der serbisch-orthodoxen Kirche genutzt wird. Zwei Kitas befinden sich in der Ackermannstraße. In der südlichen Hälfte der Siedlung gliedern zwei Grünzüge in Ost-West-Richtung die Bebauung.